# Вікторія Спартц
Вікто́рія Спа́ртц (англ. Victoria Spartz, до шлюбу Кульгейко, нар. 6 жовтня 1978, місто Носівка, Чернігівщина, УРСР) — американська політична діячка українського походження, член Палати представників США від 5-го округу Індіани (117-го скликання Конгресу США), член Республіканської партії. Вона стала першою в історії етнічною українкою, обраною до Конгресу США. Раніше займалася підприємництвом у галузі нерухомості й сільського господарства, а також була сенатором штату Індіана.

## Життєпис

### Сім'я та ранні роки

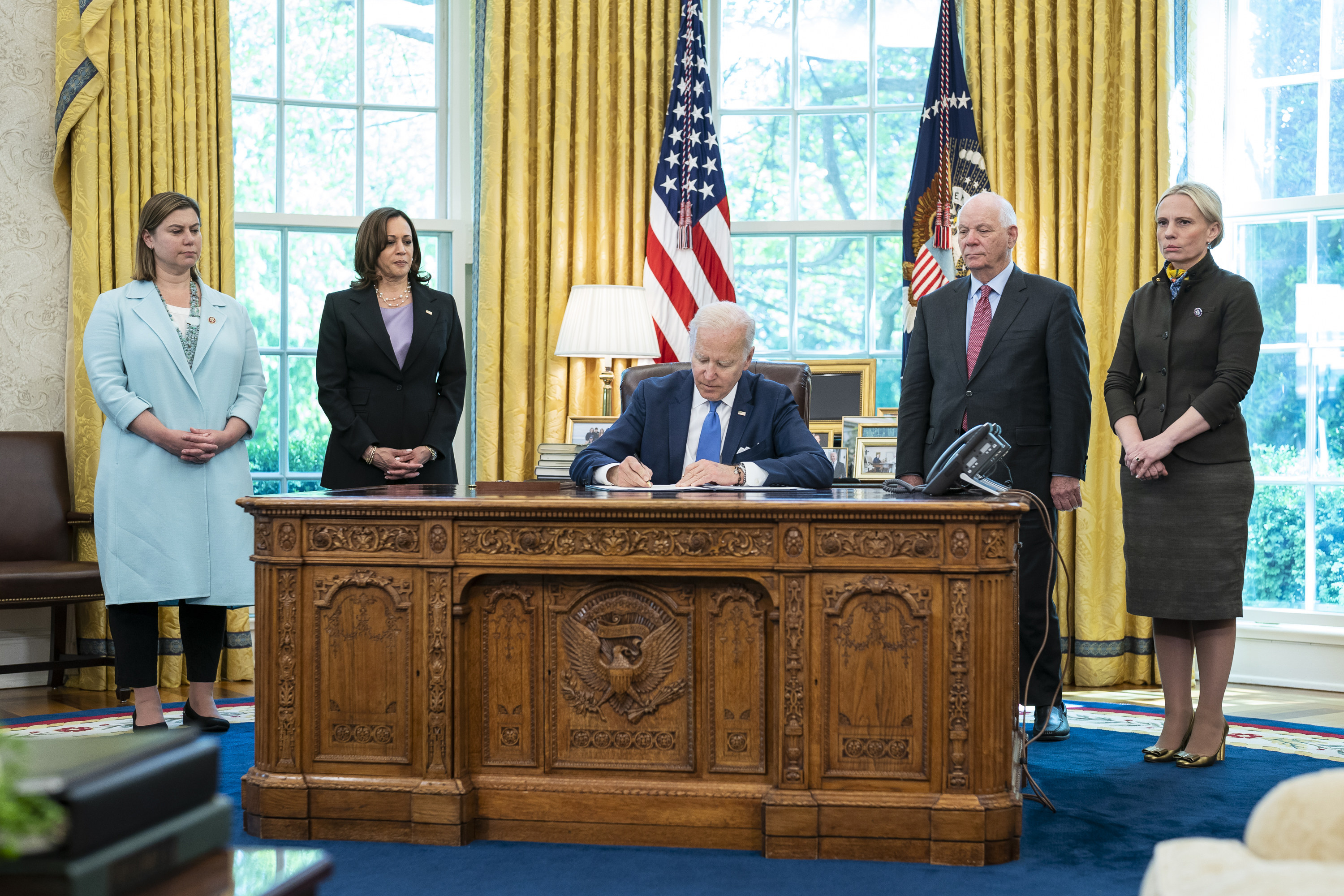
Президент США Джо Байден підписує Закон про ленд-ліз для оборони демократії Україною від 2022 року в Овальному кабінеті Білого дому, округ Колумбія, 9 травня 2022 р. Ліворуч Елісса Слоткін та Камала Гарріс, праворуч Бен Кардін та Вікторія Спартц

Правнучка Олександра Івановича Гейка (1910—1943) який напередодні Другої світової війни був радянським головою Носівcької сільради. Загинув у бою, як командир радянського партизанського взводу з'єднання «За Батьківщину».
До 5 років жила з батьками й зі своїми дідусем Михайлом Микитовичем та бабусею Любов'ю Олександрівною Сороколітами в Носівці. Потім батьки — Анатолій та Світлана (до шлюбу Сороколіт) Кульгейки переїхали в Чернігів, де Вікторія закінчила з золотою медаллю Ліцей № 15.
Вищу освіту здобула в Київському національному економічному університеті та має диплом із відзнакою.
Під час навчання на бакалавраті коли після практики в Польщі їхала в гості до тітки в потязі до Москви, зустріла Джейсона Спартца. 
У 2000 році вийшла заміж і переїхала у США. Мають двох дочок Анну-Ліліану та Вікторію-Інгрід, проживають у Ноблсвіллі в штаті Індіана, де народився Джейсон. Мати Джейсона — громадянка Німеччини, його батьки познайомилися після Другої світової війни.
Після переїзду батьків та молодшої (на 9 років) сестри Інни із власним чоловіком до Америки, в Україні залишились дві бабусі Вікторії віком 91 та 98 років і дідусь.
У 2006 році стала громадянкою США, здобула диплом магістра з професійної бухгалтерії університету Індіани в Індіанаполісі, залишилася там викладати. Працювала в бізнесі та державних установах — аж до посади головного посадовця з фінансів Служби прокурора Індіани.

### На державній службі у США
Після обрання до Сенату штату Індіана (у вересні 2017 року) пішла з посади — щоб уникнути конфлікту інтересів. Також є головою Республіканської партії округу Гамільтон.
У Сенаті Індіани вона змінила 72-річного Люка Кенлі, який пішов на пенсію. Спартц перемогла шістьох інших кандидатів, включаючи Дена Шмідта, який раніше працював із колишнім губернатором Майком Пенсом, а також Меґан Уайлз, президентку Ради міста Ноблсвіль, чию кандидатуру підтримав сенатор Люк Кенлі.
У листопаді 2020 року Спартц обрали до Палати представників Сполучених Штатів від 5 округу штату Індіана. Вона почала виконувати обов'язки члена Палати представників у січні 2021 року й стала першою етнічною українкою в Конгресі Сполучених Штатів.
На проміжних виборах до Палати представників США 8 листопада 2022 Вікторія Спартц зберегла своє місце в Конгресі США від 5 округу штату Індіана. Вона перемогла свою суперницю-демократку Джанін Лі Лейкз з великим відривом, набравши понад 60 % голосів.

#### Діяльність під час вторгнення Росії в Україну
Спартц стала однією із перших офіційних осіб США, що назвали дії Росії в Україні «воєнними злочинами», а російське вторгнення «божевільним геноцидом українського народу». На момент вторгнення її родина, Кульгейки, досі перебувала на Чернігівщині, яка на той час перебувала у блокаді Росії. На початку березня 2022 року будинок, де мешкала її 95-річна бабуся, постраждав від російських бомбардувань.
Разом із сенатором США Стівом Дейнсом стала першою з офіційних представників США, хто відвідав Україну після початку повномасштабного вторгнення Росії. Також є єдиною серед законодавців США, хто відвідав прифронтові зони. Загалом, упродовж квітня-травня 2022 року шість разів відвідала Україну, разом із неоголошеним візитом до Бучі із сенатором США Стівом Дейнсом і візитом до Львова, Києва та Одеси з конгресменом Тімом Волбергом.
9 травня 2022 року взяла участь в урочистій церемонії підписання в Овальному кабінеті Білого дому Закону про ленд-ліз для захисту демократії Україною. Закон підписано в символічну дату для Росії, яка понині святкує перемогу сталінського СРСР над гітлерівською Німеччиною (в Європі вшановують пам'ять загиблих у Другій світовій війні 8 травня).
У липні 2022 року Вікторія надіслала листа президенту Джо Байдену з проханням надати інформацію щодо наглядових процедур, які здійснюються щодо керівника Офісу президента Зеленського Андрія Єрмака: «На підставі різноманітних розвідувальних даних, дій Єрмака в Україні та його ймовірних угод із Росією, Конгресу необхідно терміново отримати цю інформацію, щоб підтвердити або спростувати різні серйозні звинувачення». Проте 9 липня конгресвумен від демократів з 9 округу Огайо Марсі Каптур підтримала Зеленського в його вмінні обирати лояльних посадових осіб та назвала підозру у зв'язках Єрмака з Росією «необачною допомогою» Володимиру Путіну. В ОПУ, керівником якого був фігурант скандалу Андрій Єрмак, заявили, що розбиратися з ймовірною проросійською діяльністю пана Єрмака — справа американців.
В Україні Вікторію Спартц звинувачували у саботуванні і недостатній підтримці України. 1 жовтня 2022 року Спартц голосувала проти виділення $12 млрд для України.
18 січня 2023 Спартц звернулася до адміністрації Президента США Джо Байдена з закликом надати Україні ракетні системи GMLRS і ATACMS оскільки «найближчі шість місяців стануть вирішальними для України».
13 лютого 2024 року в ефірі CNN заявила, що виступає проти законопроєкту з виділення Україні військової допомоги на суму $60 мільярдів, натомість закликала надати Україні зброї, хоча, за її власними словами, вона не читала законопроєкт. 17 квітня того ж року подала п'ять поправок, які мали на меті зменшити пакет допомоги Україні. 20 квітня голосувала проти виділення допомоги Україні.
5 червня 2024 року згідно інформації, опублікованій у Politico, комітет з етики Палати представників США провів попередні розслідування поводження конгресвумен Вікторії Спартц із підлеглими у відповідь на скарги щодо ймовірного «жорстокого поводження» і «загальної токсичності». 2 липня стало відомо що Вікторія отримала судову повістку після того, як в її сумці в аеропорту Вашингтона знайшли пістолет.
19 лютого 2025 року Спартц підтримала заяви президента США Дональда Трампа, заявивши що президент України Володимир Зеленський і екслідер США Джо Байден «підвели американський і український народи». Також вона назвала президента України диктатором. 20 лютого вона опублікувала допис про те що Зеленський контролює всі медіа а також робить переслідування церкви (московського патріархату). Продовжувала критикувати Зеленського по мірі загострення українсько-американських відносин.
7 квітня 2025 заявила, що українці мають поступитися Росії окупованими територіями .